# Zhang Xiaofei
Zhang Xiaofei (張笑非T, 张笑非S, Zhāng XiàofēiP; Shenyang, 11 luglio 1982) è un ex calciatore cinese, di ruolo centrocampista.